# Pseudoscada seba
Pseudoscada seba är en fjärilsart som beskrevs av William Chapman Hewitson 1872. Pseudoscada seba ingår i släktet Pseudoscada och familjen praktfjärilar. Inga underarter finns listade.